# Recitatie (algemeen)

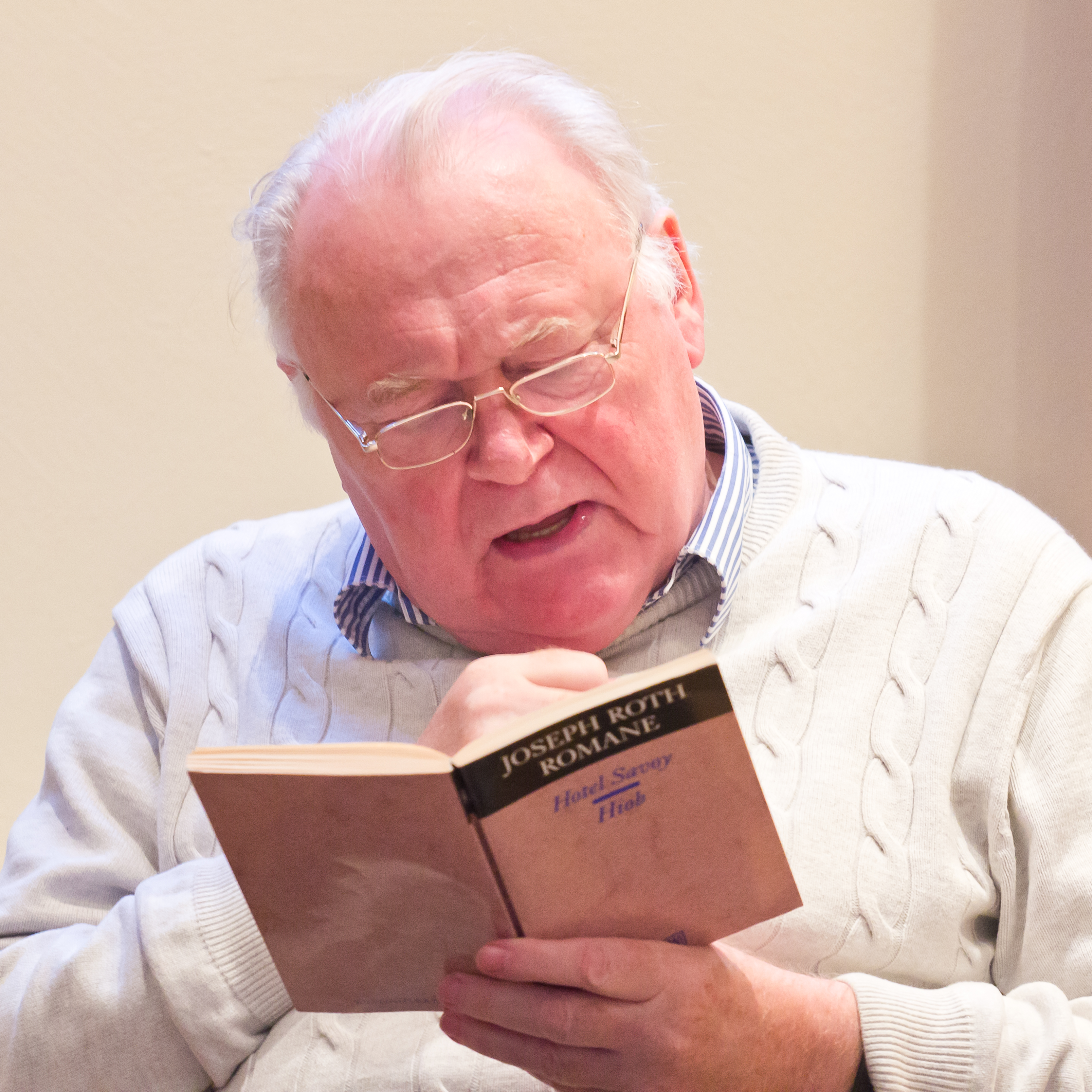
Man reciteert uit een boek

Recitatie is de mondelinge voordracht van een tekst, zoals een gedicht, gebed of proza. In passiespelen en opera's is het een combinatie van zingen en spreken.

## Toelichting
Recitaties worden doorgaans in een verhalende, verheven of specifiek muzische voordrachtstijl uitgevoerd, met als doel de luisteraar met de aangeboden tekst te boeien of te informeren. 
Het voordragen van de tekst kenmerkt zich daarbij gewoonlijk door een niet te snelle stem, een wat luidere klanksterkte dan de normale spreekstem en gebruik van het ritme in een tekst. De voordrager houdt rekening met de ruimte waar gereciteerd wordt en met de afstand tot de toehoorders. Nadruk wordt gegeven aan alliteraties in de tekst en belangrijke tekstdelen en woorden. Er zijn getimede pauzes en er is aandacht voor de leestekens in de tekst. Soms gebruikt men een hulpmiddel zoals een microfoon of megafoon om voldoende hoorbaar te zijn.
Preekgestoeltes in een kerk zijn gebouwd om de recitaties van de dominee of predikant te projecteren in de richting van de toehoorders. Ook het feit dat de spreker op een verhoging of podium staat, helpt de aandacht op de recitant te vestigen. In amfitheaters kan een recitatie de achterste rijen van het publiek makkelijker bereiken doordat de klank door het podium in de richting van de toehoorders wordt versterkt.
Veel teksten zijn op rijm gezet om gemakkelijker onthouden en gereciteerd te kunnen worden. De versvoet helpt daarbij tevens om de cadans van de recitatie soepel te houden.
Mondeling overgeleverde teksten werden en worden dikwijls gereciteerd aangeboden om een traditie of verhaal, bijvoorbeeld een geloofsboodschap of een epos als de Homerus, makkelijker door te kunnen geven. 
In de muziek treft men - wanneer ze plaatsvinden - recitaties vrijwel uitsluitend aan met een zeer summiere (achtergrond-)begeleiding, soms met slechts enkele incidentele akkoorden, zodat de tekst verstaanbaar blijft.